# Sverige under paleolitikum
Paleolitikum är den första delen av stenåldern. I Sverige finns lämningar från det sista skedet av paleolitikum (senpaleolitikum) bevarade. Paleolitikum betyder äldre stenålder.

## Istid

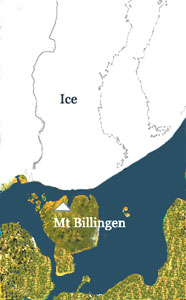
Baltiska issjön för ungefär 10 500 år sedan.

Under historiens förlopp har Skandinavien flera gånger varit täckt av inlandsis. Den senaste istiden kallas i Nordeuropa Weichselistiden och började för 110 000 år sedan och slutade för 10 000 år sedan. Bara västra Jylland och ögruppen Lofoten i norra Norge var isfria. Isens tillväxt, avsmältning och tyngden av en 3 kilometer tjock inlandsis har format landet.
Moderna människor bebodde inte Skandinavien innan istiden. Då istiden startade hade den moderna människans utvandring från Afrika knappast börjat. Nästan inga spår finns kvar från tiden före den senaste istiden. Klipphällar har slipats runda och släta när den framväxande isen har schaktat grus framför sig. Landet var nedpressat under isens tyngd och reser sig fortfarande långsamt. Landhöjningen är störst i norr och långsammare i söder. När isen började dra sig undan fick de första människorna möjlighet att ta det nya landet i anspråk.
Nedisningarna under pleistocen rensade landskapet rent och täckte mycket av det i djupa sedimentlager. Därför finns inga odiskutabla fyndplatser från tidig- eller mellanpaleolitikum i Sverige. Så vitt man vet börjar landets förhistoria under Alleröd-interstadialen omkring år 12 000 f.Kr. Då byggde Brommekulturen renjägarläger vid isens rand i det som idag är Skåne. Människor fortsatte att befolka landet medan isen drog sig tillbaka. Arkeologiska och genetiska data visar att landet befolkades från sydväst. Några tusen år senare anlände även jämförelsevis mindre grupper från öster, runt om Östersjöns nordsida.

## Flora och fauna
Denna tidiga period karaktäriseras av stora klimatsvängningar, men under den äldsta tiden har troligen en arktisk tundravegetation funnits här, vilken sedan förändrats i takt med temperaturväxlingarna.
Under den senglaciala tiden försvinner många av de för paleolitikum karakteristiska djuren som exempelvis ullhårig noshörning, mammut och jättehjort men de har trots detta funnits i Sverige under en kortare tid. Dessa djurarter var bara en del av grunden för den paleolitiska ekonomin som också baserades på hästar, visent och ren. Tundrastäppens försvinnande lägger grunden för det förändrade levnadssätt som den efterföljande perioden mesolitikum representerar. Andra djur som funnits sedan äldsta tid i Sverige är ren, varg och skogshare.

## Jägare vid iskanten
Människor levde vid inlandsisens kant. I takt med att isen smälte undan befolkades Sverige. Människorna följde i djurens kölvatten och jagade älg, ren, bäver och den nu utdöda jättehjorten. Människorna fiskade också och samlade mat från naturen. Ätliga växter var bland andra dvärgbjörk, malört, groblad, havtorn och olika grässorter. Elden var viktig och hur de skapade eld vet vi inte men kanske med eldborr. Troligen bar de sedan elden med sig i någon typ av kärl med lite syretillförsel där glöd kunde förvaras. Spjut var viktigaste jaktredskapet. Verktygen var tillverkade av flinta, som sticklar (benbearbetning) skrapor (hudar och träbearbetning) och borrar. Jaktbytena blev inte bara mat, utan det mesta användes. Skinn och ben användes till exempel för att tillverka kläder, fällar, tältdukar och redskap.
Under det äldsta skedet dominerar likheterna över olikheterna. Flintmaterial dominerar i söder och andra stenslag i norr, men avfallsmaterialet är handtagskärnor och föremål som mikrospån, tyder på samma bearbetningsteknik över Sverige. Länge trodde man att Norrland befolkades sent för cirka 9000 år sedan. Så skrivs till exempel i Västerbotten 1993: De tidigaste norrländska boplatserna är så pass gamla, att de sannolikt har varit bebodda samtidigt som rester av inlandsisen låg kvar i delar av Norrlands inland. De allra äldsta ligger i ett band över Jämtland och Västerbotten och är 9.000 år gamla. Det finns mycket som talar för att denna tidigaste  kolonisation skedde från väster, från Tröndelag och Nordlandskusten i Norge.
Befolkningen var av sydskandinaviskt ursprung (ytterst av europeiskt ursprung). Kjel Knutsson accepterade inte de tidiga dateringarna för handtagskärnorna på lokalen Garaselet i Västerbotten. Istället såg han en äldsta fas, ca 6000 f.Kr., med Fosna-liknande föremål, bl.a. eneggade spetsar. De första människorna skulle i så fall ha invandrat från norska västkusten. Den sydskandinaviska kulturen har handtagskärnorna som ledartefakt sprids från Danmark-Skåne till svenska västkusten och senare till östra Sverige och Norrland hör alltså ej samman med de första inbyggarna i Norrland  enligt Knutsson 1993.  Även Fosnakulturen hör emellertid samman med en sydskandinavisk kultur, ytterst en senpaleolitisk kultur representerad på svenska västkustens av Hensbackakultur. Grundvalen finns i den senpaleolitiska tidens bosättningar i Skåne. Tidigare försök att identifiera invandringen från norr med protosamer är starkt ifrågasatta.
Mattias Jakobsson genetiker vid Uppsala universitet arbetar att kartlägga de tidiga människornas arvsmassa. Hans uppfattning om Sveriges befolkning är att de första pionjärerna kom från söder och bosatte sig i nuvarande Skåne och Bohuslän. Detta hände för mer än 11 000 år sedan. I Sverige finns inga fynd av människokvarlevor från denna tid men fynd i Europa har analyserats. Att döma av deras dna hade de mörk hud och blå ögon. Invandrarna lärde sig snabbt att utnyttja havets resurser. De fiskade och säl och delfiner blev deras byte. När Oslofjorden blev isfri befolkades den norska kusten.
I Bohuslän hittades det äldsta någorlunda hela skelettet i Sverige, Österödskvinnan. Benen är nu daterade till cirka 10 000 år före vår tid. Kvinnan verkar ha varit minst 80 år gammal när hon dog. Forskarna har inte kunnat analysera något dna från de välbevarade kvarlevorna, men de har analyserat arvsmassa i benfragment från en boplats i närheten. Människorna i Bohuslän för 10 000 år sedan bar på en blandning av öst- och västgener.

## Invandrare  från öst via Nordnorge
Samtidigt vandrade andra jägare in norr om istäcket, via Nordnorge. Dna-analyserna bekräftar att det var nya människor från Östeuropa, som hade en annan  flintteknologi än de tidigare invandrade från södra Skandinavien. De nya nordliga jägarna hade levt i nuvarande Ryssland med älg som främsta byte. Deras arvsmassa visar på blekare hud,  ögonfärgen var blå eller mörkare, även hårfärgen varierade. Birgitte Skar menar att dessa  nordliga jägare från öst och deras världsåskådning och kultur har satt en prägel på Skandinavien. Hon tror att den förhistoriska bildkonsten (Alta, Nämforsen) kom österifrån. Det var jägarna från nuvarande Ryssland som gjorde de första hällristningarna i Norden. Man började begrava de döda och tillverkade rituella föremål, bland annat en sorts stenhackor. Dessutom verkar delar av den sydskandinaviska flinttekniken ha sina rötter österut främst användningen av tryckstockar för att producera spån.
Vid norska kusten möts två folkgrupper men ingenting tyder på ett fientligt möte och genetikerna tror att grupperna snabbt smälter samman. Norden  får en kort tid Europas mest blandade befolkning, genetiskt sett. Evolutionen ger att nordborna blir ljusare i hyn. Mutationen för ljus hud ökade förmågan att bilda D-vitamin i huden.

## Dateringsproblem

### C-14 dateringar viktiga i ny kronologi
För de äldsta boplatserna är dateringar svårare. I Skåne har en landsänkning inträffat, och de äldsta boplatserna finns idag under havsytan. Efter västkusten, dit de första människogrupperna tog sig därnäst, har blandade landhöjningar och landsänkningar gjort att många av de äldsta boplatserna översvallats och överlagrats med senare boplatser. Klart är att Hensbackakulterns lämningar ligger högst i landskapet. I södra Sverige daterades tidigare mossboplatserna pollenanalytiskt med anknytning till skeden i vegetationshistorien. Genom moderna C-14 dateringar har dessa olika kronologiska scheman kunnat synkroniseras och bli jämförbara.

### Mellansvensk strandlinjekronologi
En viktig konsekvens av isens tillbakagång var kontinuerlig landhöjning medan jordskorpan återhämtade sig från det istryck som pressat ned den. Den processen, som till en början var mycket snabb, fortsätter än idag. Det fick konsekvensen att bosättningar som från början låg vid kusten har "sorterats" kronologiskt enligt sitt höjdläge. I till exempel Stockholmsområdet befinner sig därför de äldsta säljägarplatserna på bergstoppar en bit inåt landet. Medan man rör sig nedåt mot havsytan, så finner man gradvis platser som bosattes senare och senare. Noteras bör dock att Svealand inte har några paleolitiska boplatser.

## De första människorna - vid Finjasjön

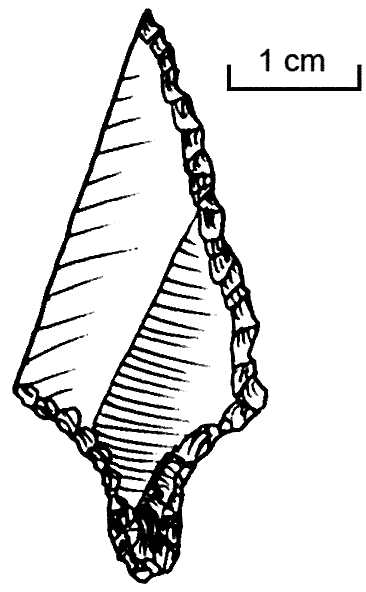
Pilspets från Ahrensburgkulturen.

I takt med att det kilometertjocka istäcket smälte undan flyttade folk in från de områden i söder som blev isfria före Sverige. De tidigaste spår vi idag känner till är 12 000–13 000 år gamla. Endast ett fåtal spår från senpaleolitikum finns i Sverige och då uteslutande ifrån Skåne. Det rör sig om enstaka fynd av senpaleolitiska jaktstationer i utkanten av en värld som i takt med isavsmältningen höll på att försvinna.
Amatörarkeologen Ingvar Jönsson hittade 1990 flera flintaföremål, däribland zinken, i ett nyuppkört stridsvagnsspår  i Mölleröd vid Finjasjöns norra strand. Under början av 1990-talet gjordes sedan ett antal utgrävningar i området. Man hittade både redskap och pilspetsar tillverkade av flinta, samt rester från tillverkningen.

## Senpaleolitiska kulturgrupper
Det finns tre senpaleolitiska kulturgrupper som påträffats i Sverige:
- Hamburgkulturen
- Brommekulturen
- Ahrensburgkulturen

Ahrensburgskulturens anknytning till Hensbackakulturen diskuteras ingående i avsnittet under mesolitikum.
Av dessa kulturgrupper anses Brommekulturen dominera, medan den delvis samtida Federmesserkulturen ännu saknas i Sverige.